# Tytroca bifasciata
Tytroca bifasciata là một loài bướm đêm trong họ Erebidae.